# Maison de la culture Virta
Pour les articles homonymes, voir Virta.
La Maison de la culture Virta (finnois : Kulttuuritalo Virta) est un centre culturel situé dans le quartier de Mansikkala à Imatra en Finlande
,.

## Présentation
La maison de la culture est sur la rive occidentale de la Vuoksi dans le quartier de  Mansikkala à proximité de la mairie d'Imatra.
Le bâtiment conçu par  Arto Sipinen est construit en 1986.
L'édifice est en deux parties.
- La première héberge la bibliothèque municipale, le Musée d’art de Imatra et le musée municipal d'Imatra.
- La seconde partie comprend l'institut de musique d'Imatra, la salle Karelia de 520 sièges et la salle Kaleva de 10 places adaptées aux concerts et aux congrès et la cafétéria Virta.

L'auditorium extérieur Vuoksi situé du côté de la Vuoksi peut accueilli 300 personnes durant la saison estivale.